# Vivre à en crever
Singles par Mozart, l'opéra rock
Tatoue-moi
(2008) L'Assasymphonie
(2009)
Vivre à en crever est une chanson sortie le 16 mars 2009. Elle est interprétée par les chanteurs italiens Mikelangelo Loconte et Florent Mothe. Cette chanson a été écrite et composée pour la comédie musicale Mozart, l'opéra rock et est extraite de l'album sorti le 27 avril 2009 , puis dans l'édition double CD sortie le 21 septembre 2009.

## Listes des titres
CD1 :
- L'ouverture (instrumental)
- Penser l'impossible (Solal et Maeva Méline)
- La chanson de l'aubergiste (Merwan Rim)
- Le trublion (Mikelangelo Loconte)
- Bim bam boum (Melissa Mars)
- Ah ! Vous dirais-je maman (Claire Pérot)
- Six pieds sous terre (Claire Pérot et Melissa Mars)
- J'accuse mon père (Solal)
- Tatoue-moi (Mikelangelo Loconte)
- La procession (instrumental)
- La mascarade (instrumental)
- Je dors sur des roses (Mikelangelo Loconte)
- Comédie Tragédie (Merwan Rim)
- Place je passe (Mikelangelo Loconte)
- Si je défaille (Claire Pérot)
- Le bien qui fait mal (La troupe)
- Les solos sous les draps (Claire Pérot, Maeva Méline, Solal)

CD2 :
- L'assasymphonie (Florent Mothe)
- L'opérap (Mikelangelo Loconte, Claire Pérot, Melissa Mars)
- Dors mon ange (Maeva Meline)
- Victime de ma victoire (Florent Mothe)
- Vivre à en crever (Mikelangelo Loconte, Florent Mothe)
- Debout les fous (La troupe)
- Je danse avec les dieux (Mikelangelo Loconte)
- Quand le rideau tombe (Solal)
- Bonheur de malheur (Melissa Mars, Claire Pérot)
- Le Carnivore (Mikelangelo Loconte)
- C'est bientôt la fin (La troupe) inédit
- L'amour c'est ma guerre (Melissa Mars, Claire Pérot) inédit
- Tatoue-moi Version acoustique inédit
- L'assasymphonie Version acoustique inédit
- Bim bam boum Version acoustique inédit
- Le bien qui fait mal Version solo de Salieri inédit

## Classements
| Classement (2009) | Meilleure position |
| ----------------- | ------------------ |
| Belgique (Fr.)    | 4                  |

| Classement meilleur vente album (2009) | Meilleure position |
| -------------------------------------- | ------------------ |
| France                                 | 4                  |